# Дурутлија (Радовиште)
Дурутлија (мкд. Дурутлија) је насеље у Северној Македонији, у источном делу државе. Дурутлија је насеље у оквиру општине Радовиште.

## Географија
Дурутлија је смештена у источном делу Северне Македоније. Од најближег града, Радовишта, насеље је удаљено 15 km источно.
Насеље Дурутлија се налази у историјској области Јуруклук. Насеље је положено на јужним падинама планине Плачковице, северно од клисуре реке Сараве. Надморска висина насеља је приближно 620 метара. 
Месна клима је планинска због знатне надморске висине.

## Становништво
Дурутлија је према последњем попису из 2002. године била без становника.
Већинско становништво у насељу су били етнички Турци (100%). Они су се средином 20. века спонтано иселили у матицу.
Претежна вероисповест месног становништва био је ислам.